# Calloconophora rubricornis
Calloconophora rubricornis är en insektsart som beskrevs av Dietrich. Calloconophora rubricornis ingår i släktet Calloconophora och familjen hornstritar. Inga underarter finns listade i Catalogue of Life.